# Verwaltungsgemeinschaft Oberes Geratal

Lage der ehemaligen Verwaltungsgemeinschaft im Ilm-Kreis

In der Verwaltungsgemeinschaft Oberes Geratal im thüringischen Ilm-Kreis mit Sitz in Gräfenroda hatten sich die Stadt Plaue und sechs Gemeinden zur Erledigung ihrer Verwaltungsgeschäfte zusammengeschlossen.

## Gemeinden
- Frankenhain
- Gehlberg
- Geschwenda
- Gossel
- Gräfenroda
- Liebenstein
- Plaue (Stadt)

## Geschichte
Die Verwaltungsgemeinschaft wurde am 14. Juli 1993 gegründet. Am 1. Januar 1996 traten die Gemeinde Gossel und die Stadt Plaue der Verwaltungsgemeinschaft bei.
Vorsitzender der Verwaltungsgemeinschaft war von 1994 bis 2015 Rolf Fleischhauer, seit dem 1. Oktober 2015 bis zur Auflösung der Verwaltungsgemeinschaft war David Atzrott der Vorsitzende.
Am 1. Januar 2019 schlossen sich die Gemeinden Frankenhain, Geschwenda, Gossel, Gräfenroda, Liebenstein und Geraberg (letztere gehörte bis dahin der Verwaltungsgemeinschaft Geratal an) im Rahmen der Gebietsreform in Thüringen zur Landgemeinde Geratal zusammen. Gehlberg wurde in die kreisfreie Stadt Suhl eingemeindet. Die Verwaltungsgemeinschaft Geratal wurde um die Stadt Plaue erweitert und in Verwaltungsgemeinschaft Geratal/Plaue umbenannt.

## Belege
1. ↑  Nach 25 Jahren Politik sind jetzt Fußball und Wandern dran. In: TLZ. (tlz.de [abgerufen am 3. August 2018]).
2. ↑  David Atzrott ist neuer Chef im Oberen Geratal. In: Thüringer Allgemeine. (thueringer-allgemeine.de [abgerufen am 3. August 2018]).
3. ↑  Thüringer Gesetz- und Verordnungsblatt Nr. 14/2018 S. 795 ff., aufgerufen am 1. Januar 2019